# Danger from the Deep
Danger from the Deep (deutsch Gefahr aus der Tiefe) ist ein freies Computerspiel, in dem der U-Boot-Krieg im Zweiten Weltkrieg aus deutscher Perspektive simuliert wird. Der Spieler übernimmt die Befehlsgewalt über ein deutsches U-Boot und steuert im Sinne einer taktischen Simulation alle wesentlichen Funktionen wie Maschine, Ruderanlage, Trimmung und Torpedoanlage.

## Steuerung

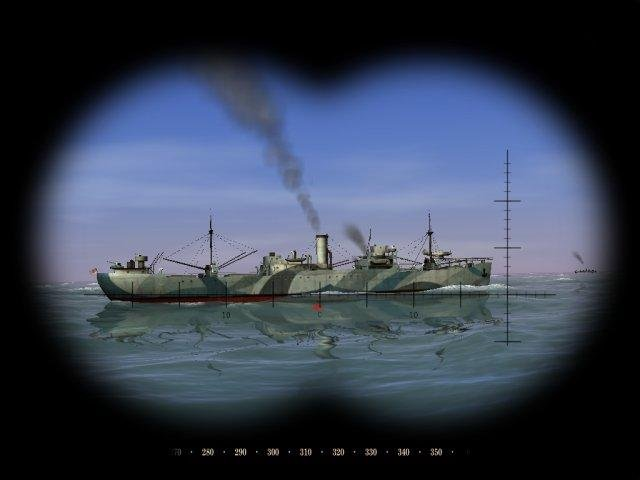
Ein feindliches Schiff im Visier des Periskops

Das U-Boot wird zum einen mit der Tastatur, zum anderen mit der Maus gesteuert. Mit den Tasten F1-F12 schaltet man zwischen den einzelnen Stationen durch, die meist in 2D umgesetzt sind. In diesen Stationen kann man jeweils noch verschiedene Einstellungen tätigen (z. B. die Geschwindigkeit regeln, Torpedorohre mit Torpedos beladen), die man teilweise auch per Tastatur einstellen kann. Stationen wie etwa der Geschützturm, das Fernglas (beide nur verfügbar, wenn das U-Boot aufgetaucht ist) oder die Außenansicht sind allerdings in 3D umgesetzt. Mit den Tasten 1–9 kann außerdem die Geschwindigkeit sowie die Fahrtrichtung (Vorwärts- und Rückwärtsfahrt) geregelt werden.

## Spielmodi
Im Modus Geleitzugschlacht wählt man zuerst eine Geleitzuggröße, eventuelle Begleitschiffe sowie sein eigenes U-Boot aus. Es geht darum, eine ganze Gruppe Handelsschiffe zu versenken. Durch den Spielansatz der physikalisch und historisch korrekten Simulation erfordert allein die Annäherung an einen Geleitzug eine geraume Zeit. Historischen Missionen erlauben ein Ereignis aus den Kriegsjahren zwischen 1939 und 1945 nachzuspielen. Ein Baukasten für eigene Missionen wird mitgeliefert.

## Rezeption
Das Spiel befindet sich in einer frühen wenn auch schon gut spielbaren Phase. In seiner Nische ist das Spiel unter Linux weitgehend konkurrenzlos. Die zeitgenössische Musik im Hintergrund trage zur Atmosphäre bei. Die U-Boot-Simulation hat eine für freie Software vergleichsweise aufwendige Grafik und wurde vom Spielkonzept her mit Silent Hunter verglichen. Das Gameplay, welches strategisches Vorgehen und ein Gespür für die Fähigkeiten des eigenen Schiffes voraussetzt, sei fesselnd umgesetzt.